# The Smoking Out of Bella Butts
The Smoking Out of Bella Butts è un cortometraggio muto del 1915 diretto da George D. Baker.

## Produzione
Il film fu prodotto dalla Vitagraph Company of America.

## Distribuzione
Distribuito dalla General Film Company, il film - un cortometraggio in una bobina - uscì nelle sale cinematografiche statunitensi l'8 gennaio 1915.